# 2016年日本の補欠選挙
2016年日本の補欠選挙（2016ねんにほんのほけつせんきょ）では、日本における立法機関である衆議院および参議院における議員の欠員を補充するために執行された2016年（平成28年）の補欠選挙について取り上げる。

## 概要
議員に欠員が生じたときの補充方法については公職選挙法に規定があり、同法第112条に基づく繰り上げ補充を行うか同法第113条に基づく補欠選挙を行う必要がある。補欠選挙を行う場合には、同法第33条の2第2項に規定があり、補欠選挙を行う事由の生じた時期により原則として4月と10月の年2回に集約して行われることになる。ただし、2016年（平成28年）は7月25日に参議院議員の半数が任期を迎え、7月10日に第24回参議院議員通常選挙（以下「第24回参議院選挙」）が行われるため、同法第33条の2第3項の規定により第24回参議院選挙のタイミングでも補欠選挙が行われる。
以上をまとめると、2016年（平成28年）に補欠選挙の行われる（可能性のある）タイミングとしては以下の3通りとなる。
- 2015年（平成27年）9月16日から2016年（平成28年）3月15日までの間に補欠選挙を行う事由が生じた場合：4月24日（4月第4日曜日）に投票
- 2016年（平成28年）3月16日から6月1日（衆議院議員の場合＝参議院議員の任期満了日54日前）または6月21日（参議院議員の場合＝第23回参議院選挙の公示日前日）までの間に補欠選挙を行う事由が生じた場合：7月10日（第24回参議院選挙の投票日）に投票
- 2016年（平成28年）6月2日（衆議院議員）または6月22日（参議院議員）から9月15日までの間に補欠選挙を行う事由が生じた場合：10月23日（10月第4日曜日）に投票

4月と10月にそれぞれ衆議院の2選挙区ずつにおいて補欠選挙が行われた。7月には補欠選挙は行われなかった。

## 4月の補欠選挙

### 概要
公職選挙法等の一部を改正する法律（平成27年法律第43号）が2015年（平成27年）6月19日に公布、2016年（平成28年）6月19日に施行され、施行の後初めて行われる国政選挙となる第24回参議院議員通常選挙の公示日の同年6月22日から選挙権年齢が満18歳以上に引き下げられた（18歳選挙権）ため、選挙権年齢を満20歳以上とする国政選挙は今回が最後となる。
- 告示日：2016年（平成28年）4月12日
- 投票日：2016年（平成28年）4月24日
- 選挙区
  - 衆議院：2選挙区 - 2016年（平成28年）3月16日確定

なお、2015年（平成27年）11月に誕生したおおさか維新の会、同年12月に次世代の党から党名を改称して誕生した日本のこころを大切にする党、2016年（平成28年）3月に民主党・維新の党・改革結集の会が合併し誕生した民進党にとっては、初の国政選挙となる。

### 補欠選挙実施選挙区と実施事由
北海道第5区
- 選挙区：衆議院北海道第5区（札幌市厚別区・江別市・千歳市・恵庭市・北広島市・石狩市・当別町・新篠津村）
- 選挙事由：町村信孝（自由民主党、第75代衆議院議長）が2015年（平成27年）6月1日に死去したことに伴う[1]。
本来は2015年（平成27年）10月25日に実施されるべきものであったが、2014年（平成26年）12月に実施された第47回衆議院議員総選挙の一票の格差をめぐり選挙無効を求める訴訟が起こされ、これが2015年（平成27年）9月15日までに判決が確定しなかった（2015年（平成27年）11月25日に最高裁判所で選挙無効の訴えを退ける判決が確定[2]）ため、公職選挙法第33条の2第7項の規程に基づき実施できなかった[3]。
- 立候補者：2名

京都府第3区
- 選挙区：衆議院京都府第3区（京都市伏見区・向日市・長岡京市・乙訓郡大山崎町）
- 選挙事由：宮崎謙介（自由民主党）が2016年（平成28年）2月16日に議員辞職したことに伴う[4]。
- 立候補者：6名

### 衆議院北海道第5区

#### 立候補をめぐる動き
自民党は、同党北海道連が北海道5区支部長で前任者・町村信孝の娘婿にあたる和田義明を擁立することを決め、自民党本部も了承。なお、連立与党の公明党や自公連立与党を支援する日本のこころを大切にする党、同じく自民・公明支援で当選した高橋はるみ北海道知事も和田の支援に回っている。
野党側は、民主党（当時）が同党道連常任幹事の池田真紀を擁立することを決定。民主党は他の野党にも協力を呼びかけ、社会民主党や維新の党（当時）が池田の支援に回った。さらに、民主党よりも先に日本共産党が同党北海道5区国政対策委員長の橋本美香を擁立すると発表していたが、野党統一候補の擁立を実現するため、日本共産党は擁立を取り下げる方向で調整を進め、2016年（平成28年）2月18日に日本共産党は「民主党ではなく無所属候補として出馬する事」などを条件に池田の支援に回ることと橋本の出馬を取り下げることで民主党と合意。翌19日には、池田と民主・共産両党の北海道5区の代表者、さらに札幌の市民団体「戦争させない北海道をつくる市民の会」の発起人である上田文雄前札幌市長とともに調印式を行い、協定書にサインをした。また2月22日には、生活の党と山本太郎となかまたちも池田の推薦を決定。3月27日、民主党・維新の党などの合流により民進党が発足したことに伴い、同30日に民進党として改めて推薦を決定。また、SEALDsや学者の会らが母体となって結成し安全保障関連法廃止を掲げる候補を支援する団体「安保法制の廃止と立憲主義の回復を求める市民連合」、北海道の地域政党・市民ネットワーク北海道や市民の風・北海道、緑の党グリーンズジャパンも池田の支援に回る。
しかし、北海道を本拠地とする新党大地の鈴木宗男代表が「共産党が入った野党協力には協力できない」とし、自民候補の和田の支援を決定し、野党共闘の足並みがそろわない状況に。また、これが原因となり2月26日に宗男代表の実娘の鈴木貴子衆院議員（比例北海道ブロック）が民主党からの離党を表明し、離党届を提出。後に、民主党から除籍・除名処分を受ける（ちなみに、これが結果的に民主党としては最後の除籍処分となった）。なお今後は当面の間、無所属議員として活動するが、新党大地が今後選挙協力する自民党との統一会派結成を検討する方針で、貴子も父の宗男代表同様、自民党公認の和田の支援を明言していた。

#### 立候補者
| 氏名     | 年齢 | 党派       | 新旧 | 推薦・支持 |
| -------- | ---- | ---------- | ---- | --- |
| 和田義明 | 44   | 自由民主党 | 新   | （推薦）公明党、日本のこころを大切にする党、新党大地 |
| 池田真紀 | 43   | 無所属     | 新   | （推薦）民進党、日本共産党、社会民主党、生活の党と山本太郎となかまたち、 緑の党グリーンズジャパン、市民の風・北海道、市民連合 （支持）市民ネットワーク北海道 |

#### 選挙結果

北海道5区衆議院議員補欠選挙（2016年）の市町村別結果と航空自衛隊基地および陸上自衛隊駐屯地の位置
----
自民党公認の和田は、自衛隊の基地や駐屯地が集中する千歳市や恵庭市、農村地帯の当別町や新篠津村でより多くの票を獲得した。他方で、都市部に近い札幌市厚別区、江別市、北広島市などでは野党統一候補の池田が優勢だった

政権与党の自民党公認候補と野党統一候補という与野党一騎討ちの構図で、同年夏の国政選挙である第24回参院選の前哨戦として北海道内だけでなく全国からも注目を集めた選挙となった。脳梗塞のため急逝した町村信孝（自民党公認）の弔い選挙でもあったため、当初は町村の娘婿である和田が優位と見られていた。しかし、野党統一候補の池田も支持を集め、選挙戦は接戦となった。選挙期間中に発生した熊本地震によって政府の対応や防災も関心事となった。
結果は、和田が池田を惜敗率90.92%の僅差で下し、初当選を収めた。選挙結果を自治体別に見ると、和田は千歳市、恵庭市、当別町で、池田は札幌市厚別区、江別市、北広島市で特に票を集めた（右図を参照）。

##### 自衛隊および農村から支持された和田
千歳市および恵庭市には自衛隊駐屯地や基地が多くあり、人口の約3割が自衛隊関係者とされており、安保法制を推進する和田が勝利した背景には「自衛隊票が大きく影響した」とも指摘される。「自衛隊の町」あるいは「基地の街」と呼ばれる両市は、和田の義父・町村が固い地盤としたことでも知られており、和田はその地盤を引き継いだ形となった。また、この地域は自衛隊のほかにも空港や港湾、そして農地などの第1次産業を抱えており、中央とのパイプを求める有権者が多かったことも和田が支持を集める要因となった。
さらに、農村地帯である当別町および新篠津村も保守地盤が強いとされ、結果として和田が池田よりも多くの票を集めた。そのため、和田は「自衛隊と農村の票に助けられて当選した」とも指摘される。また、自民党の石破茂衆議院議員も、「農村票と共に、千歳市などを中心とする防衛関係票も手堅く得票出来た」と評価している。
加えて、関係団体や企業、議員の後援会などをフル稼働し、組織的に選挙運動を展開したことが和田の勝因とも指摘される。自公両党の組織票を利用した和田は、自民党支持者の約8割、公明党支持者の約9割の票を獲得することに成功した。加えて、地域政党である新党大地が和田の推薦に回ったことから、和田は前回の選挙で町村が獲得したよりも多くの票を得るに至った。他方で和田は、無党派層からは約3割しか支持を得ることができなかった。
その結果、惜敗率が9割を超える接戦となった。選挙後、自民党の菅義偉官房長官は「極めて厳しい戦いだった」と振り返っている。そして安倍晋三首相は、和田に「次期衆院選に向けて、しっかり足場固めをするように」と伝え、組織票をさらに固めるよう指示を出した。

##### 都市部で支持を伸ばした池田
安保法制廃止を訴えた池田は、札幌市などの都市部においてより多くの票を集めた。出口調査では無党派層の約7割が池田に投票していたことが明らかとなっており、都市部に無党派層が多いことが池田に有利に働いたとされる。池田は、市民と政党が連携する新しい形で選挙戦に挑んだものの、自民党および公明党という固い組織票を崩すことはできなかった。以上から、「自衛隊関係者のいない都市型選挙区であれば、野党候補者は勝利できるということが示された」との指摘もある。なお、自衛隊立地選挙区の補選で野党候補が善戦したのはこの選挙の後は2023年の長崎4区の補選である。
| 当落 | 候補者名 | 年齢 | 所属党派   | 新旧別 | 得票数    | 得票率 | 推薦・支持                                                         |
| ---- | -------- | ---- | ---------- | ------ | --------- | ------ | ------------------------------------------------------------------ |
| 当   | 和田義明 | 44   | 自由民主党 | 新     | 135,842票 | 52.38% | 公明党、日本のこころを大切にする党、新党大地推薦                   |
|      | 池田真紀 | 43   | 無所属     | 新     | 123,517票 | 47.62% | 民進党、日本共産党、社会民主党、生活の党と山本太郎となかまたち推薦 |

※当日有権者数：455,262人　最終投票率：57.63%（前回比：-0.8ポイント）

### 衆議院京都府第3区

#### 立候補をめぐる動き
野党側は、民主党（当時）が衆議院議員（比例近畿ブロック）で京都府連会長の泉健太が立候補する意向で、維新の党（当時）が泉の推薦を決める方向で一致。3月27日、民主党・維新の党などの合流により民進党が発足したことに伴い、同30日に民進党として改めて公認。また4月7日には、社民党も常任幹事会において泉の推薦を決定。さらに、緑の党グリーンズジャパンも泉の推薦に回る。共産党は独自候補の擁立を模索したものの、民主・維新・社民・生活とともに選挙協力に合意したことを背景に、独自候補擁立見送りを示唆。3月14日の記者会見において同党京都府委員会が独自候補を擁立しないことを決定、ただし民進党公認候補をはじめ、他の候補の支援・推薦には回らず、自主投票とする。一方、おおさか維新の会は3月11日に、おおさか維新本部の職員で新人の森夏枝の擁立を決定。
一方、与党側は自民党が2月15日に同党京都府連と執行部の会談が行われ、府連側は「有権者に選択肢を与えるのが政権与党の責任であり地元の意向だ」と候補者擁立を急ぐ考えを示したのに対し、執行部は「補選で負けた場合には参院選へも影響を及ぼす」と慎重な姿勢を示した。また、連立与党の公明党も、山口那津男代表が記者会見において独自候補を擁立しない考えを示すなど、こちらも慎重な姿勢を見せた。2月29日、自民党・谷垣禎一幹事長が記者会見において、前任者である宮崎謙介の不祥事に対する地元への配慮ならびに北海道5区・第24回参議院議員通常選挙に専念することを理由に、公認候補者の擁立を断念したことを表明。政権与党が補欠選挙で公認候補を立てない、いわゆる「不戦敗」となる異例の事態となった。なお自民党・公明党ともに今回の京都3区は候補者の支援・推薦には回らず、共産党と同様に自主投票としている。一方、自民・公明の連立与党を支援する日本のこころを大切にする党は、3月9日に独自候補を擁立すると発表し、3月12日の党大会において、派遣社員の小野由紀子を公認候補として擁立することを発表。また小野には、こころの公認に加えて新党改革が推薦に回っている。
また諸派として、幸福実現党からは同党京都府本部副代表の大八木光子を擁立すると発表。無所属候補として、医師の田淵正文・元塾講師の郡昭浩も名乗りを上げている。また、元京都府職員の小田切新一郎は、一旦出馬を表明していたものの、「1人での選挙活動は難しいと判断した」として出馬を辞退（その後小田切は第48回衆議院議員総選挙に京都3区から出馬するが落選している）。

#### 立候補者
| 氏名       | 年齢 | 党派                       | 新旧 | 推薦・支持                                   |
| ---------- | ---- | -------------------------- | ---- | -------------------------------------------- |
| 小野由紀子 | 37   | 日本のこころを大切にする党 | 新   | （推薦）新党改革                             |
| 田淵正文   | 57   | 無所属                     | 新   |                                              |
| 大八木光子 | 31   | 幸福実現党                 | 新   |                                              |
| 森夏枝     | 34   | おおさか維新の会           | 新   |                                              |
| 泉健太     | 41   | 民進党                     | 前   | （推薦）社会民主党、緑の党グリーンズジャパン |
| 郡昭浩     | 55   | 無所属                     | 新   |                                              |

#### 選挙結果
自民・公明の連立与党が候補者を立てないいわゆる「不戦敗」の形をとり、また共産も公認候補を取り下げ自主投票としたことにより、民進・日本のこころ・おおさか維新の野党3党が対決する異例の形となったこの選挙は、民進公認・社民など推薦の前職・泉健太が約65000票を獲得し再選。民進党は、民主・維新の合併後初の国政選挙で初勝利。結果としては、2位以下に約40000票以上の差を付けての圧勝となったが、投票率は前回2014年（平成26年）の衆議院選挙と比べて19.1ポイント低い30.12%で戦後に行われた衆議院の補欠選挙の中で過去最低の投票率となった。
- 当日有権者数：344,172名、投票率：30.12%

| 当落 | 候補者名   | 年齢 | 所属党派                   | 新旧別 | 得票数   | 得票率 | 推薦・支持 |
| ---- | ---------- | ---- | -------------------------- | ------ | -------- | ------ | ---------- |
| 当   | 泉健太     | 41   | 民進党                     | 前     | 65,051票 | 65.4%  | 社会民主党 |
|      | 森夏枝     | 34   | おおさか維新の会           | 新     | 20,710票 | 20.8%  |            |
|      | 小野由紀子 | 37   | 日本のこころを大切にする党 | 新     | 6,449票  | 6.5%   | 新党改革   |
|      | 田淵正文   | 57   | 無所属                     | 新     | 4,599票  | 4.6%   |            |
|      | 大八木光子 | 31   | 幸福実現党                 | 新     | 2,247票  | 2.3%   |            |
|      | 郡昭浩     | 55   | 無所属                     | 新     | 370票    | 0.4%   |            |

## 10月の補欠選挙

### 概要
- 告示日：2016年（平成28年）10月11日
- 投票日：2016年（平成28年）10月23日
- 選挙区
  - 衆議院：2選挙区 - 2016年（平成28年）10月11日確定

### 補欠選挙実施選挙区と実施事由
衆議院福岡県第6区
- 選挙区：衆議院福岡県第6区（久留米市・大川市・小郡市・うきは市・三井郡大刀洗町・三潴郡大木町）
- 選挙事由：鳩山邦夫（自由民主党、元総務大臣）が、2016年（平成28年）6月21日に死去したことに伴う。

衆議院東京都第10区
- 選挙区：衆議院東京都第10区（豊島区・練馬区の一部）
- 選挙事由：小池百合子（自由民主党、元防衛大臣）が、2016年東京都知事選挙への出馬に伴い、2016年（平成28年）7月14日を以て自動失職したことに伴う。

### 衆議院福岡県第6区

#### 立候補をめぐる動き
民進党は8月5日に開いた常任幹事会で、公認候補として新人の元在チェンナイ日本総領事館職員・新井富美子の擁立を決定。共産党は地元・福岡県委員会が新人で党筑後地区委員長・小林解子の擁立を表明したが、それと同時に民進党などと野党共闘に向けた協議を始める方針を表明。協議の結果次第では、4月の北海道補選と同様に擁立を取り下げる可能性も示唆した。また、社民党も民進党に対して、野党4党での候補者一本化に取り組むよう求める方針を示した。そして10月5日に行われた野党4党（民進・共産・社民・生活）の書記局長・幹事長会談の場で6区は民進党・新井で一本化する事で合意に達し、共産党・小林は翌6日に立候補取り下げを表明した。
一方の与党側は、前職・鳩山邦夫の次男で福岡県大川市長（9月9日付けで辞職）・鳩山二郎が出馬を表明。しかし自民党福岡県連は、藏内勇夫県連会長（福岡県議）の長男で林芳正前農相の秘書・藏内謙の公認を党本部に申請。この動きについて二郎は「自民党公認を得られない場合でも無所属で出馬する」とし、保守系の分裂選挙となる可能性が高まった。一方、自民党本部は福岡県連に対し、独自の世論調査で二郎がリードしているデータを示し、藏内の出馬見送りを促していたことが分かった。党執行部としては分裂選挙を回避したい考えだったが、藏内は出馬辞退を拒否。福岡県連は8月26日に執行部会を開き、蔵内を支援する方針を改めて確認した。そして9月27日、自民党本部は藏内謙・鳩山二郎ともに公認の見送りを決定、いずれかが当選すれば事後公認することを決めた。これにより保守分裂選挙になることが決定的になった。また連立パートナーの公明党は今回の選挙について自主投票とした。
その他、諸派では幸福実現党の福岡県本部が、幸福の科学研修施設館長・西原忠弘を擁立。

#### 立候補者
| 氏名       | 年齢 | 党派       | 新旧 | 推薦・支持 |
| ---------- | ---- | ---------- | ---- | ---------- |
| 西原忠弘   | 61   | 幸福実現党 | 新   |            |
| 新井富美子 | 49   | 民進党     | 新   | 社民党推薦 |
| 鳩山二郎   | 37   | 無所属     | 新   |            |
| 藏内謙     | 35   | 無所属     | 新   |            |

#### 選挙結果
鳩山二郎と藏内謙との保守分裂選挙となったが、父・邦夫の弔い合戦を前面に押し出した二郎が、藏内と民進党候補らを抑え当選し、当選後に自民党の追加公認を受けた。
当日有権者数：380,237人　最終投票率：45.46%　（前回比：-1.52ポイント）
| 当落 | 候補者名   | 年齢 | 所属党派   | 新旧別 | 得票数    | 得票率 | 推薦・支持         |
| ---- | ---------- | ---- | ---------- | ------ | --------- | ------ | ------------------ |
| 当   | 鳩山二郎   | 37   | 無所属     | 新     | 106,531票 | 62.2%  |                    |
|      | 新井富美子 | 49   | 民進党     | 新     | 40,020票  | 23.4%  |                    |
|      | 藏内謙     | 35   | 無所属     | 新     | 22,253票  | 13.0%  | 自由民主党福岡県連 |
|      | 西原忠弘   | 61   | 幸福実現党 | 新     | 2,359票   | 1.4%   |                    |

### 衆議院東京都第10区

#### 立候補をめぐる動き
民進党は8月5日に開いた常任幹事会で、公認候補として新人の元NHK記者・鈴木庸介の擁立を決定。なお、共産党は同党豊島地区委員長の岸良信を公認候補として擁立しているが、4月の補選同様に野党共闘に前向きな姿勢を見せており、民進党側に対し候補統一に向けた協議を呼びかける意向を示している。また、社民党も民進党側に対して、野党4党での候補者一本化に取り組むよう求める方針を示した。そして10月5日に行われた野党4党（民進・共産・社民・生活）の書記局長・幹事長会談の場で10区は民進党・鈴木で一本化する事で合意に達し、共産党・岸は立候補取り下げを表明した。
一方の与党側は、自民党の若狭勝衆院議員（比例東京ブロック）が立候補に意欲を示しているが、若狭は7月に行われた2016年東京都知事選挙で増田寛也を応援する党方針に背き小池百合子を応援したことから、自民党内部からは難色を示す声も挙がっている。9月6日、自民党の二階俊博幹事長は、若狭の処分について「厳重注意」とすることを決めた。また東京10区の候補者公募に若狭が参加することも認めた。これを受け、若狭は補選へ出馬する意向を固めたことを表明。その後行われた候補者公募には若狭を含めた45人が応募。そして、党本部は若狭を公認する方針を固め、都連との詰めの協議に入った。9月21日、自民党は若狭を公認候補として出馬させることを正式決定。10月6日には連立与党のパートナー・公明党も若狭の推薦に回ることを決定。なお若狭が出馬して自動失職したことに伴い、田畑毅元衆議院議員（自民党）の繰り上げ当選が決定した。
その他、諸派では幸福実現党が党青年局部長の吉井利光を擁立。

#### 立候補者
| 氏名     | 年齢 | 党派       | 新旧 | 推薦・支持 |
| -------- | ---- | ---------- | ---- | ---------- |
| 鈴木庸介 | 40   | 民進党     | 新   |            |
| 若狭勝   | 59   | 自由民主党 | 前   | 公明党推薦 |
| 吉井利光 | 34   | 幸福実現党 | 新   |            |

#### 選挙結果
前任者・小池百合子（現・東京都知事）の全面的なバックアップを受けた自民公認・公明推薦の若狭が、野党統一候補の鈴木・幸福の吉井を大差で破り、当選。
当日有権者数：　最終投票率：34.85%　（前回比：-18.71ポイント）
| 当落 | 候補者名 | 年齢 | 所属党派   | 新旧別 | 得票数   | 得票率 | 推薦・支持               |
| ---- | -------- | ---- | ---------- | ------ | -------- | ------ | ------------------------ |
| 当   | 若狭勝   | 59   | 自由民主党 | 前     | 75,755票 | 60.3%  | 公明党                   |
|      | 鈴木庸介 | 40   | 民進党     | 新     | 47,141票 | 37.5%  | 生活者ネット、社会民主党 |
|      | 吉井利光 | 34   | 幸福実現党 | 新     | 2,824票  | 2.2%   |                          |